# Koninkrijk Tavolara
Het Koninkrijk Tavolara was een denkbeeldig koninkrijk (micronatie) gelegen ten noordoosten van Sardinië, op het eiland Tavolara, dat gesticht werd door de familie Bertoleoni.

## Geschiedenis
Bij een bezoek in 1836 van koning Karel Albert van Sardinië stelde Giuseppe Bertoleoni, schaapherder en enige bewoner van het eiland, zichzelf voor als koning van Tavolara. "Dan zijn we collega's", zou Karel Albert gezegd hebben, en dat werd door sommigen gezien als een soort erkenning. In 1845 volgde Paul (Paolo) Bertoleoni zijn vader op als koning Paul I (Paolo I).

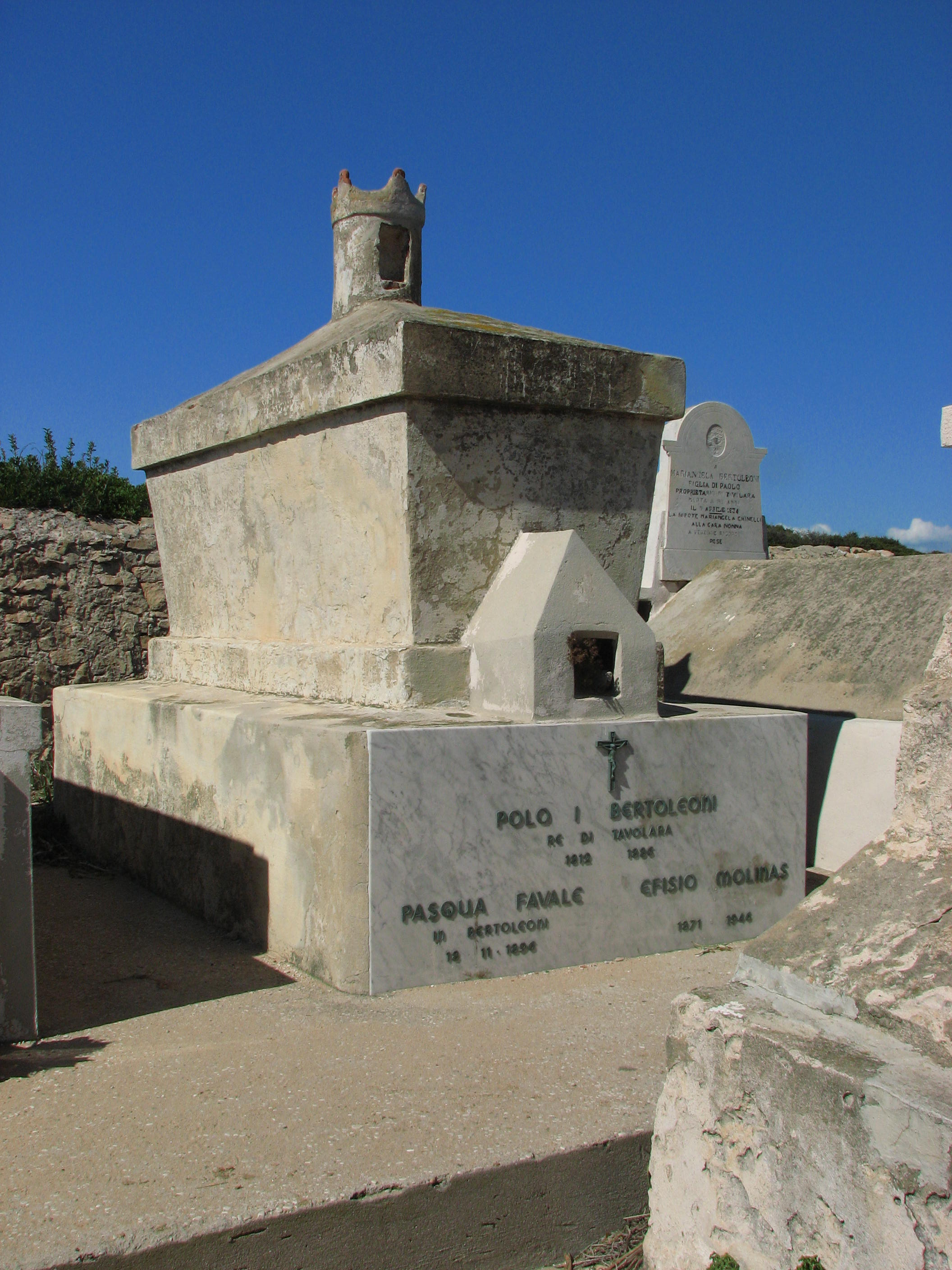
Tombe van Paul I van Tavolara

Koning Paul is op zoek geweest naar erkenning. In 1868 plaatste de Italiaanse regering een vuurtoren op het eiland. In 1886 stierf Paul I en werd begraven in een tombe op het eiland, waarboven een kroon werd geplaatst. Bij zijn dood in 1886 publiceerden een aantal kranten het bericht dat het eiland een republiek zou zijn geworden in overeenstemming met het testament van de overleden "koning". The New York Times beschreef een regering met een president en zes gekozen raadslieden. Later kwamen er berichten over de derde presidentsverkiezingen in het land in 1896. Deze berichten waren echter gebaseerd op geruchten. In ieder geval weerhield dit "Carlo I" er niet van om zich koning te noemen.
Bij zijn dood in 1928 werd Carlo I opgevolgd door zijn zoon Paolo II. Deze vertrok echter naar het buitenland en liet de zus van Carlo I, Mariangela, als "regentes" achter op het eiland. Zij stierf in 1934 en liet het "koninkrijk" na aan Italië. Paolo II legde zich hier echter niet bij neer en claimde koning te zijn tot zijn dood in 1962. In hetzelfde jaar werd een NAVO-station gebouwd op het eiland.
Momenteel noemt de Italiaan Tonino Bertoleoni, die een restaurant ("Da Tonino") heeft (buiten het eiland, dat thans weer nagenoeg onbewoond is), zichzelf koning Tonino van Tavolara. Zijn belangen worden behartigd door "prins" Ernesto Geremia di Tavolara, die woont in de Italiaanse stad La Spezia en die de geschiedenis van het eiland heeft beschreven.